# Volker Hartung

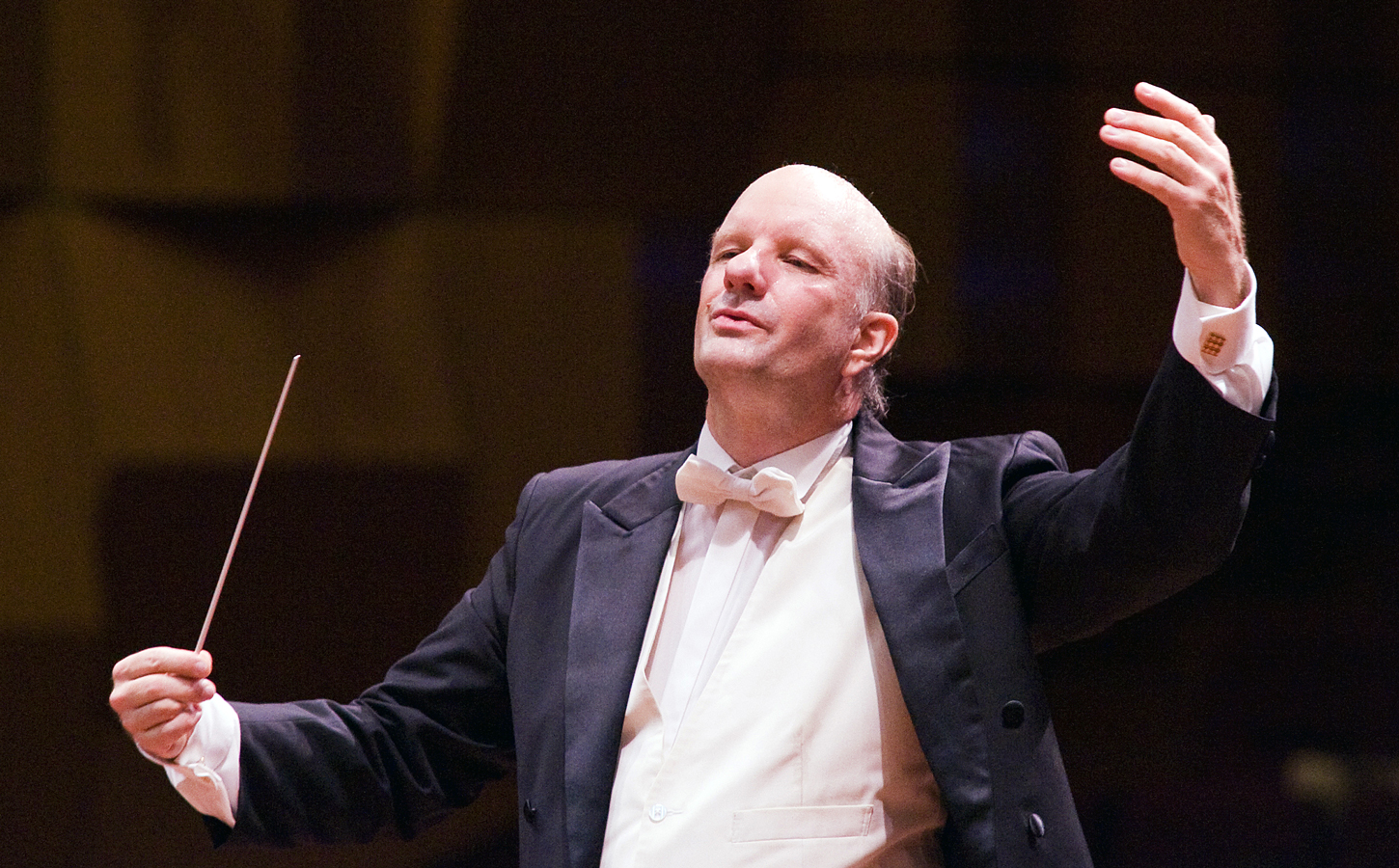
Volker Hartung (2016)

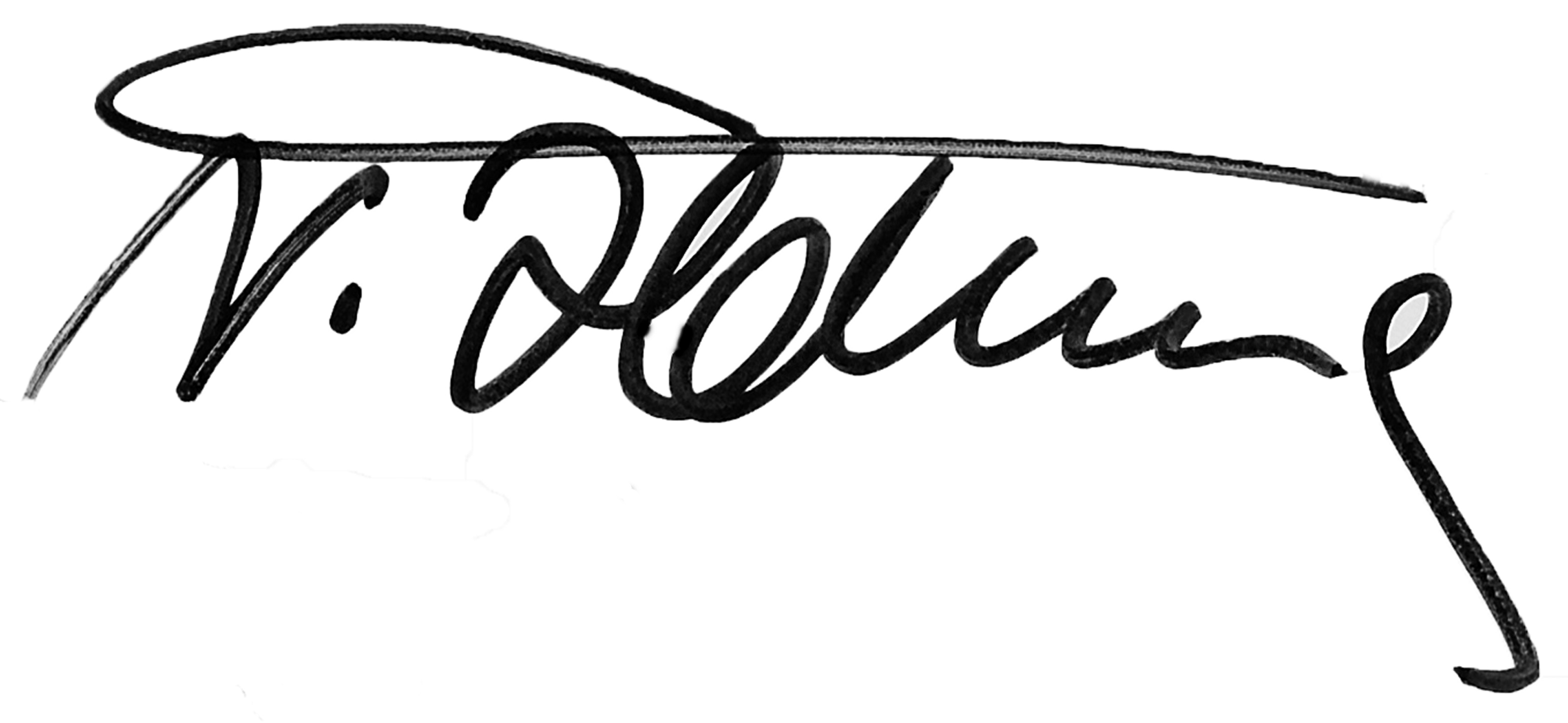
Autogramm

Volker Hartung (* 1955 in Köln) ist ein deutscher Bratschist und Dirigent der Jungen Philharmonie Köln.

## Werdegang
Volker Hartung begann mit neun Jahren Violine und Viola zu spielen. Er studierte ab 1972 an der Musikhochschule Köln bei den Bratschisten Gérard Ruymen und Rainer Moog, sowie beim Amadeus-Quartett. 1980 erhielt er ein Stipendium für die Juilliard School of Musik in New York City und studierte dort bei den Violinpädagogen Ivan Galamian, Joseph Gingold und bei Samuel Rhodes dem Bratschisten des Juilliard String Quartet.
Anschließend studierte er am California Institute of the Arts in Los Angeles bei William Primrose und bei Alan de Veritch die Bogentechnik der Franco-Belgischen Violinschule. Zurück in Deutschland, studierte er Dirigieren bei Andreas Brockmann im Opern- und Gesangsstudio in Wuppertal und bei Sergiu Celibidache in München.
Während seiner Ausbildung traf er auf Erich Kluge, den Kontrabassisten und Gründer der Jungen Philharmonie Köln, und trat 1976 als Solo-Bratschist in die Junge Philharmonie ein. Nach dem frühen Tod von Erich Kluge übernahm er 1986 deren Leitung. In den folgenden Jahren entwickelte er die Talente der Junge Philharmonie weiter, führte diese in das Ensemblespiel ein und formte aus einem kleinen Ensemble aus wechselnden Musikern ein Symphonie-Orchester. Er führte die Junge Philharmonie bei Konzertreisen auf alle Kontinente und auf zahlreiche internationale Musikfestivals.
Ein besonderer Schwerpunkt seines Wirkens ist die Nachwuchsförderung. Volker Hartung begleitet und fördert junge Talente in ihrer Ausbildung und vermittelt ihnen Solokonzerte und -Auftritte. Bei Konzerten stellt er die jungen Künstler zum Teil namentlich vor und stellt diese bei den Ovationen des Publikums in den Vordergrund.
Als Gastdirigent konzertierte er unter anderem mit dem MDR-Sinfonieorchester, dem Saint Petersburg Academic Symphony Orchestra, der Bulgarischen Philharmonie, der Hamburger Camerata, der Philharmonie Stettin, dem Orchestra Sinfonica di Roma und dem Shanghai Philharmonic Orchestra.
Am 22. Februar 2005 wurde Volker Hartung, im Anschluss an ein Konzert in Straßburg, unter dem Vorwurf der „Schwarzarbeit und illegaler Beschäftigung von vorwiegend osteuropäischen Musikern“ verhaftet. Im Oktober 2008 wurde er deswegen zu drei Monaten Gefängnis auf Bewährung und 10.000 Euro Bußgeld verurteilt. In der Berufungsverhandlung am 9. Oktober 2009 wurde Volker Hartung in allen Punkten freigesprochen. Das Urteil ist rechtskräftig und nicht mehr anfechtbar.
2006 zog sich Volker Hartung aus dem operativen Management der Jungen Philharmonie zurück und übernahm im Sommer 2006 die Leitung der Orchester- und Kammermusikausbildung an der Nanyang Academy of Fine Arts in Singapur und hält Vorlesungen über Musikgeschichte und Aufführungspraxis.
2011 übernahm er die musikalische Leitung der Amadeus Music Academy in Wien und wurde 2015 Chefdirigent und Künstlerischer Leiter des neugegründeten Golden Bay Philharmonie Orchesters in Zhuhai, Volksrepublik China.
Im September 2015 wurde er als Professor für Orchesterstudien und Kammermusik und Musikdirektor an das United International College (UIC) der Bejing Normal University & Hongkong Baptist University in Zhuhai berufen.
Volker Hartung ist mit einer Französin verheiratet und hat einen Sohn.